# Mlynské nivy
Mlynské nivy (kdysi Mühlauer-Straße nebo Malomligeti-út) je ulice v Bratislavě v městských částech Staré Město a Ružinov, mezi ulicemi Karadžičova a Košickou, tvoří jejich hranici. Rozprostírá se od křižovatky ulic Dunajská a Ulice 29. srpna po Hraniční ulici v Prievozu.
Na místě dnešní centrály VÚB banky se kdysi nacházel železniční nádraží, přičemž zbytky kolejí dosud zachovaly a procházejí přes cestu, která slouží řádné pozemní dopravě. Začátkem 80. let 20. století se na Mlynské nivy přestěhovalo Autobusové nádraží Mlynské Nivy. Nachází se zde rozsáhlá výstavba kancelářských objektů, jako například Apollo Business centrum.
Tato lokalita dostala svůj název pravděpodobně podle třípodlažního domu z přelomu 19. a 20. století nacházejícího se na rohu kruhového objezdu křižovatky Plynárenská a Mlynské nivy. Stavba se původně využívala jako mlýn. Později v ní sídlila farmaceutická firma Medichemia a následně do roku 1997 oddělení molekulární genetiky Ústavu experimentální onkologie SAV. V současnosti již neexistuje.